# Psila fimetaria
Psila fimetaria är en tvåvingeart som först beskrevs av Carl von Linné 1761.  Psila fimetaria ingår i släktet Psila och familjen rotflugor. Arten är reproducerande i Sverige. Inga underarter finns listade i Catalogue of Life.

## Bildgalleri

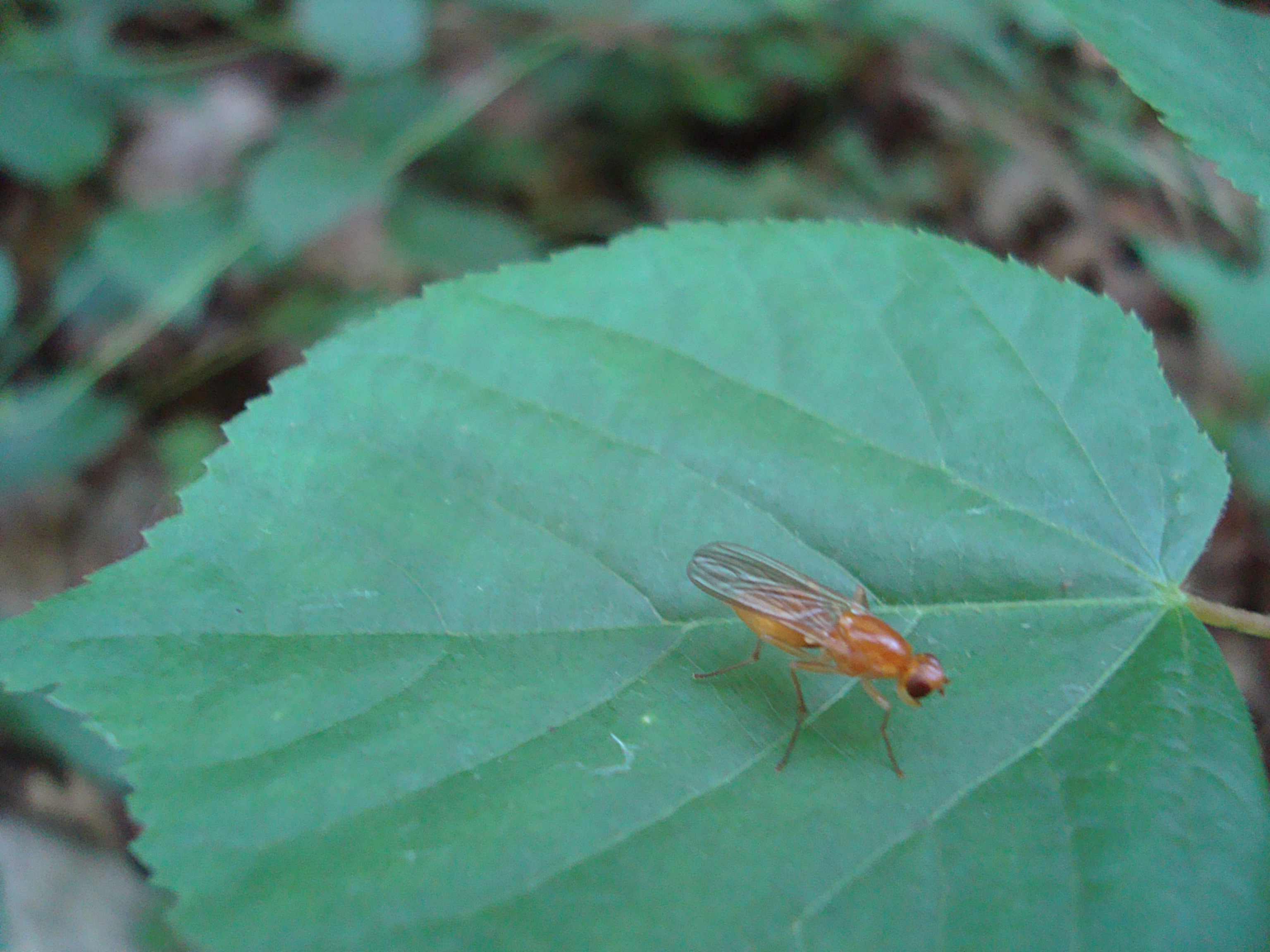
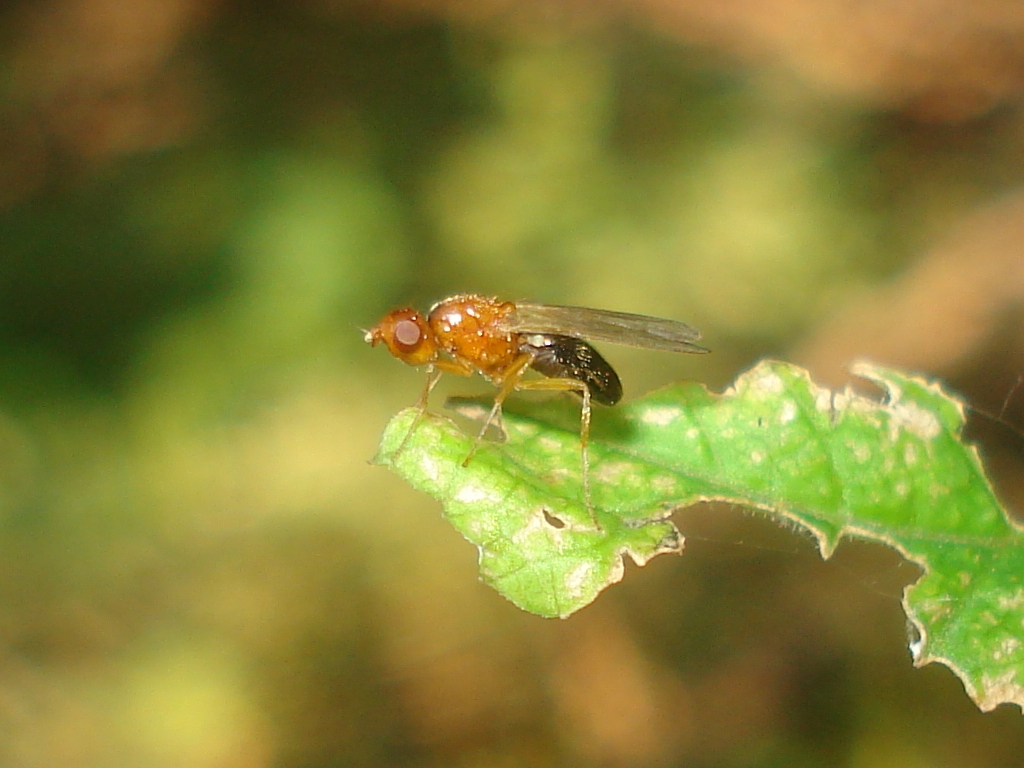